# Asticta procax
Asticta procax är en fjärilsart som beskrevs av Jacob Hübner 1818. Asticta procax ingår i släktet Asticta och familjen nattflyn. Inga underarter finns listade i Catalogue of Life.